# Nakhidka (Crimea)
Nakhidka (en ucraïnès: Нахідка i en rus: Находка) és un poble de la República Autònoma de Crimea a Ucraïna, que el 2014 tenia 322 habitants. Pertany al districte rural de Djankoi.